# Gergely Sándor (író)
Gergely Sándor, 1911-ig Grünbaum Sándor (Németkeresztúr, 1896. február 2. – Budapest, 1966. június 14.) szociáldemokrata és kommunista író, újságíró és lapszerkesztő.

## Életpályája
A parádi születésű Grünbaum Gyula kereskedő és a németkeresztúri születésű Pollák Rozália fia, izraelita vallású. A középiskola elvégeztével rövid ideig vidéki újságíró volt, majd 1915-ben bevonult katonának, és a francia fronton szerzett sebesülés következtében átmenetileg megvakult. Többször műtötték, és végül 1920-ban visszanyerte látását. 1923-ban a Kékmadár szerkesztője lett. 1924–1925 között a miskolci Reggeli Hírlap vezetője volt, de radikális nézetei miatt távoznia kellett. 1926-tól az illegális KMP tagja lett. 1929-ben az SZDP kizárta soraiból. 1931-ben Moszkvába emigrált, majd részt vett a Sarló és Kalapács szerkesztésében, és 1937-től az Új Hang szerkesztője lett. 1945-ben hazatért, majd 1945–1951 között a Magyar Írószövetség elnöke volt.

## Magánélete
1926-ban Debrecenben házasságot kötött Haás Violával.

## Művei
- Sivatag (elbeszélések, 1922)
- Béke (regény, 1924)
- Achrem Fickó csudálatos élete (regény, 1925)
- Hidat vernek (regény, 1927)
- Játszik az utca (regény, 1927)
- Szú (regény, 1929)
- A Dózsa-féle parasztforradalom története (tanulmány, 1929)
- Embervásár (regény, 1930)
- Munkáskultúra (tanulmány, 1930)
- Valami készül (regény, 1931)
- Pereg a dob (regény, 1934)
- Úriszék (1936)
- Vitézek és hősök (novella, 1937)
- Der Namenlose (1937)
- A nagy tábor (1939)
- Vitézek és hősök (színmű, 1940)[4]
- Bor (elbeszélés, 1941)
- Uj falu (tanulmány, 1943)
- A dehkánok földjén (szociográfia, 1943)
- Tüzes trónus (1945)
- Szép úr hétköznapjai (elbeszélés, 1946)
- Az utolsó felvonás (regény, 1947)
- Gyanú (elbeszélés, 1948)
- Épül az új világ (cikkek, 1949)
- Hív az erdő (elbeszélés, 1949)
- Farkasok (válogatott elbeszélések, 1950 Szikra nyomda.)
- Falusi jelentés (riportkönyv, 1951)
- Forró nyár (regény, 1952)
- Szakadék szélén (elbeszélés, 1952)
- Találkozó (elbeszélés, 1952)
- Felszáradnak a könnyek (regény, 1954)
- Rögös út I–II. (regény, 1955–1956)
- Őszi reggel (válogatott elbeszélések, 1957)
- A Nagy Föld (visszaemlékezések, 1957)
- Emberek között (kisregény, 1958)
- Tiltott utak (regény, 1961)
- Felsőbb osztályba léphet (regény, 1964)
- Hallgatás közben (válogatott riportok, 1965)
- Dózsa György I–II–III. (történelmi regény, a korábban Úriszék, A nagy tábor és Tüzes trónus címmel megjelent kötetek gyűjteményes kiadása. Szépirodalmi Könyvkiadó, 1966)
- Valami készül – Szú – Embervásár (utószó Tamás Aladár, 1967)
- Emberek között I–II. (elbeszélés, utószó Imre Katalin, 1968)
- Drámák (bevezető: Zalka Miklós, 1971)
- Hittel és indulattal (cikkek, szerkesztette Szabó Ferenc, 1975)

## Film
- Vitézek és hősök (magyar tévéfilm, Magyar Televízió, 1959, rendezte: Zsurzs Éva azonos című színművéből)